# Alberto Velásquez
Alberto Velásquez (Helsinki, Finlandia, 2 de julio de 2008) es un futbolista peruano-finlandés y se desempeña como delantero centro en las divisiones menores del FC Midtjylland.

## Carrera
Velásquez dio sus primeros pasos en el fútbol en las divisiones menores del HJK Helsinki.  En 2023 deja el club y firma con el FC Honka, de la Kakkonen. Marcando 9 goles en 12 partidos.
El 3 de julio de 2024, da un gran salto a las divisiones menores del FC Midtjylland, firmando un contrato de 3 años.

## Carrera internacional
Velásquez ha representado a las selecciones de Perú y Finlandia en la categoría sub-15, así mismo pasó por las categorías sub-16, sub-17 y sub-18 de la selección finlandesa.